# Кузнецов Микола Іванович (розвідник)
Мико́ла Іва́нович Кузнецо́в  (справжнє ім'я Никанор, згідно з радянською офіційною легендою рос. Николай Иванович Кузнецов, він же Николай Грачев, «Колоніст», «Пух», а також: «Рудольф Шмідт», «Пауль Зіберт», та ін.; 14 (27) липня 1911, c. Зирянка, Пермська губернія — 9 березня 1944, Боратин (тепер Золочівського району), Львівська область) — радянський диверсант, спецагент-ліквідатор, агент НКВС, партизан, розвідник. Під час Другої світової війни виконував терористичні та провокаційні завдання радянського командування — вбивав керівників німецької адміністрації в Рівному — столиці Райхскомісаріату Україна, та Львові — адміністративному центрі Дистрикту «Галичина».
Особисто вбив декількох вищих офіцерів та високопоставлених чиновників окупаційної адміністрації нацистської Німеччини. Герой Радянського Союзу (1944, посмертно)

## До війни
Справжнє його ім'я — Никанор, народився 27 липня 1911 року в селі Зирянка (тепер — Талицького району Свердловської області) у заможній сім'ї старообрядця. Освіта — незакінчена середня. Всупереч написаному пізніше в його офіційних радянських біографіях, в рядах КПРС ніколи не був.
Після закінчення школи навчався в Тюменському сільськогосподарського та Талицькому лісовому технікумах. Самостійно вивчав німецьку мову, оволодівши нею досконало (пізніше в орієнтуванні абверу було вказано, що він володіє шістьма діалектами німецької мови). Кузнєцов взагалі мав неабиякі лінгвістичні здібності: вивчив мови есперанто, комі, а також польську та українську.
Був відрахований з технікуму через виключення з комсомолу за «куркульське походження». На весні 1930 року був прийнятий на роботу Комі-Перм'яцьким окружним земельним управлінням. Активно брав участь у колективізації. Тоді отримав кодовий псевдонім «Кулик». Саме його поведінка в моменти небезпеки, також вільне володіння комі-перм'яцькою мовою привернуло увагу оперативників органів НКВС-НКДБ.
У 1934—1936 роках працював у Свердловську (нині — Єкатеринбурзі). Одночасно активно співпрацює з чекістами — тепер вже зі Свердловської обласної управи НКВС, де йому присвоїли нове оперативне ім'я — «Учьоний». У 1938 році заарештований Свердловським НКВС, провів кілька місяців у в'язниці, мав дві непогашені судимості та поразку у правах.
У Свердловську, в січні 1939 року познайомився з випускником курсів підготовки керівного складу НКВС Михайлом Журавльовим — майбутнім наркомом внутрішніх справ Комі АРСР. Через декілька місяців Журавльов рекомендував Кузнецова начальнику відділення відділу контррозвідки НКВС Леоніду Райхману як здібного агента, що блискуче оволодів німецькою та іншими мовами.
У Москві Кузнецов потрапив на очі керівництву відділу диверсій НКВС: його залучили до стеження за дипломатичним корпусом словацького та німецького посольств. Для цього йому видають паспорт радянського зразка на ім'я німця Рудольфа Шмідта. Кузнецов швидко став вхожим у дипломатичні кола Москви, роздобув чимало важливої інформації та навіть організував вербування словацького дипломата.
За його участю у квартирі військово-морського аташе Німеччини в Москві Норберта Вільгельма Баумбаха був розкритий сейф і перезняті секретні документи.

## Участь у війні
З початку війни був зарахований до 4-го управління (диверсії і терор за лінією фронту) НКВС старшого майора П. А. Судоплатова.
З жовтня 1942 року Кузнецов під ім'ям німецького офіцера Пауля Зіберта вів розвідувальну діяльність у Рівному, постійно спілкувався з офіцерами вермахту, спецслужб, вищими чиновниками окупаційної влади, передаючи відомості в партизанський загін.
З осені 1943 року були організовані кілька замахів на заступника Еріха Коха та керівника управління адміністрації Рейхскомісаріату Пауля Даргеля.
20 вересня Кузнецов убив заступника Е. Коха з фінансів Ганса Геля, і його секретаря Вінтера. 30 вересня він намагався вбити Даргеля протитанковою гранатою. Однак, Даргель отримав важкі поранення і втратив обидві ноги. Сам Кузнецов був поранений осколком гранати в руку.
За даними Володимира Сергійчука, поданими в книзі «Тавруючи визвольний прапор. Діяльність агентури і спецбоївок НКВС-НКДБ під виглядом ОУН-УПА.», перебуваючи на Волині, Микола Кузнецов у Вербському районі потрапив у полон до військово-польової жандармерії УПА. Допитаний, він, рятуючи своє життя, виказав таємниці групи радянських розвідників та диверсантів, що діяла під виглядом рейдуючого повстанського загону на чолі з лейтенантом, колишнім «бульбівцем» Тараса Боровця, Борисом Крутіковим. Завдяки показам Миколи Кузнецова на групу з відзнаками УПА та невідомими псевдо звернули увагу, загін було затримано й розбито повстанцями в тому ж таки Вербському районі.
15 листопада 1943 року Кузнєцов викрав командира підрозділу «остбатальйонів» Макса Ільґена, при цьому випадково вдалося захопити також В. Ґранау, особистого шофера Е. Коха. Обидва після допиту були розстріляні під Рівним.
Вже наступного дня, 16 листопада 1943 року Кузнєцов провів свою останню ліквідацію в місті Рівне: був вбитий верховний суддя окупованої України оберфюрер Альфред Функ.
У Львові Микола Кузнецов здійснив ряд терактів проти нацистської влади. Крім того, за час роботи на території України йому вдалося отримати деякі відомості про підготовку німецького наступу на Курській дузі.
Кузнецов з'явився у Львові із завданням убити губернатора Галичини Вехтера. Подробиць останнього періоду життя видатного диверсанта так і не вдалося з'ясувати: всі явки, куди він міг звернутися, не спрацювали. Хоча німецькі органи безпеки очікували тут таємничого рівненського терориста, проте спіймати його їм не вдалося. Щоправда, за нез'ясованих обставин Кузнецова затримало Люфтваффе, проте він зумів утекти з їхнього штабу на Валовій, застреливши підполковника та єфрейтора.
Вранці 9 лютого 1944 року Кузнецов застрелив віцегубернатора Галичини Отто Бауера та шефа канцелярії президії галицької адміністрації Гайнріха Шнайдера — біля їхньої резиденції навпроти будинку Івана Франка. Недалеко від місця злочину Кузнецов підкинув сфабрикований документ, у якому нібито йшлося про наказ проводу ОУН вбити Бауера. Коли нацисти знайшли цю фальшивку, це спровокувало ряд каральних заходів щодо українських націоналістів.
Сліди групи Кузнецова простежуються здебільшого в польських селах. Проте взимку 1944 р. польське підпілля Галичини було знекровлене внаслідок жорстоких сутичок з УПА, тому допомогти йому, можливо, вже не було кому. Через три дні патруль польової жандармерії біля села Куровичі (Золочівський район) таки ідентифікував групу Кузнецова, проте диверсанти відбилися й цього разу. Але пошкоджений автомобіль довелося покинути.

## Загибель
У ніч на 9 березня 1944 року в с. Боратин (тепер Золочівський район) групу Кузнецова зненацька захопила чота «Гуцулка» сотні «Чорногори» з куреня «Шугая». Переодягнених в одяг вояків Вермахту радянських агентів партизани сприйняли за дезертирів. Як свідчить Якимів, упівці зазвичай лише обеззброювали таких людей. Проте «Чорногора» послав по перекладача. Це означало провал: Бєлов і Камінський добре не володіли німецькою. Тоді Кузнецов попросив закурити, підійшов припалити до гасової лампи, витягнув з-під свого кашкета гранату й ліг на неї (за однією з версій Кузнецов загинув у перестрілці). Другого його супутника партизани застрелили відразу, третього, хоча йому і вдалося вистрибнути у вікно, чергою з автомата скосив Якимів.
5 листопада 1944 року за виняткову мужність і хоробрість при виконанні поставлених завдань Кузнецов Микола Іванович був посмертно удостоєний звання Герой Радянського Союзу.

## Після смерті
Впродовж 1990—1991 років у львівській пресі з'явилася низка протестів учасників українського підпілля проти увічнення пам'яті Кузнецова. Річ у тому, що на терористичні акти Кузнецова в Рівному окупаційна німецька влада зазвичай відповідала масовими репресіями проти українців. Тож розпочалися гарячі дискусії про демонтаж пам'ятника Кузнецову на вулиці 30-річчя Перемоги (тепер — Свєнціцького). Проблему вирішили його земляки, які запропонували віддати пам'ятник їм. Нині він стоїть у містечку Талиця, де Кузнецов навчався. У 2000 році у міську раду Львова надійшов лист від ветеранів Єкатеринбурга з проханням посприяти у перепохованні Кузнецова в Єкатеринбурзі. Комісія з військових поховань відмовила їм.
Замах Кузнецова на віцегубернатора Галичини О. Бауера варто порівнювати з аналогічними замахами аліянтської (англійської) агентури на рейхс-протектора Богемії і Моравії Р. Гейдріха та радянської — на генкомісара Білорусі В. Кубе. Лише в першому випадку відплату комуністичному провокатору було здійснено самими національним (українськими) силами, тоді як в інших двох випадках від відплатних німецьких репресій потерпіло насамперед місцеве (чеське і білоруське) населення…[що?][виправити стиль]

## Нагороди

### СРСР
- Орден Леніна — нагороджений двічі (25 грудня 1943 і 5 листопада 1944)
- Герой Радянського Союзу (5 листопада 1944; посмертно)
- Медаль «Партизанові Вітчизняної війни» 1-го ступеня (29 червня 1944; посмертно)

### Третій Рейх
- Залізний хрест 2-го і 1-го класу — як лейтенант Пауль Зіберт.[джерело?]

### Україна
- Медаль «Захиснику Вітчизни» (14 жовтня 1999; посмертно)
- Медаль «60 років визволення України від фашистських загарбників» (17 вересня 2004; посмертно)

## Кіно
Художні фільми та постанови:
- «Подвиг разведчика» (Київська кіностудія ім. О.Довженка, 1947)
- «Сильные духом» (Свердловська кіностудія, 1967)
- «Загін особливого призначення» (Свердловська кіностудія, 1987)
- «По лезвию бритвы» (2014)
- Спектакль «Перехожу к действию»

Документальні фільми:
- «Геній розвідки»
- «Діверсанти»
- «Останній бій Миколи Кузнецова» (2015, Росія), режисер Ігор Холодков

## Книги
- Д. Н. Медведев Это было под Ровно (1948).
- Д. Н. Медведев Сильные духом: роман.
- Бранко Китанович Человек, который не знал страха.
- Геннадий Константинович Конин Так начиналась легенда.
- Виктор Иванович Кузнецов, Лидия Ивановна Брюханова Разведчик Николай Кузнецов.
- Виктор Иванович Кузнецов, Лидия Ивановна Брюханова …И стал разведчиком.
- Семёнов Валентин Гаврилович Отряд особого назначения. (Семьонов був зв'язковим розвідника).
- Николай Гнидюк Прыжок в легенду.
- Николай Гнидюк О чём звенели рельсы.
- Терентий Новак Поединок.
- Николай Струтинский На берегах Горыни и Случи.
- Николай Струтинский Подвиг.
- Альберт Цессарский Чекист.
- Альберт Цессарский Записки партизанского врача.
- Сергей Петрович Кузнецов, Дмитрий Сергеевич Кузнецов Николай Кузнецов. Непревзойдённая легенда.
- Ким Петрович Закалюк Грачев — «Центру» (1977).

## Вшанування
- 2233 Кузнєцов — астероїд, названий на честь шпигуна[5].
- У 1977—2016 роках місто Вараш Рівненської області мало назву Кузнецовськ. Перейменоване у 2016 році згідно з законом про декомунізацію.
- 3 травня 2022 року демонтовано погруддя Кузнєцову у Рівному[6].
- 6 серпня 2024 року знищено меморіальну дошку Кузнєцову в Кривому Розі[7].